# Ježatka kuří noha
Ježatka kuří noha (Echinochloa crus-galli) je středně vysoká plevelná bylina trávovitého vzhledu, která bývá považována za jeden z deseti nejškodlivějších plevelů na světě. Je to druh z rodu ježatka který patří mezi rostliny z čeledi lipnicovitých.
Pochází pravděpodobně ze střední a východní Asie, odkud se rozšířila téměř po celé zeměkouli; hojná je zvláště na severní polokouli. Vytváří četné místní poddruhy a ekotypy, které se od sebe částečně odlišují.

## Biologie
Roste ponejvíce v teplejších oblastech na humózních půdách, jež jsou dlouhodobě vlhké a dostatečně výživné. Vyskytuje se na polích, vinicích, v rýžovištích, zahradách, na březích vodních toků a nádrží, v příkopech podél cest, na rumištích, skládkách i na dalších místech v blízkosti člověka. Dobře snáší i mírně zasolené půdy.
Na úrodných půdách dosahují stébla přes 1 m výšky a z dolních kolének odbočují další plodná stébla. Naopak na suchých a nevýživných místech bývá celá rostlina jen několik centimetru vysoká. Po posečení rychle obrůstá a bývá do podzimu plodná. Dobře snáší zaplavování, je však citlivá na chlad a po prvém mrazu z přírody zmizí. Je světlomilnou bylinou, která v hustých zapojených porostech přestává růst a hyne.

## Popis
Jednoletá, pozdně jarní, tmavě zelená travina, která může být lysá nebo roztroušeně porostlá jemnými chloupky. Z husté sítě svazčitých kořenů rostou přímá nebo poléhavá, 30 až 100 cm vysoká stébla s načervenalými, slabě ochlupenými kolénky. Stébla jsou porostlá 5 až 15 mm širokými listovými čepelemi, které mají bělavou střední žilku a drsné okraje. Pochvy listů jsou lysé nebo roztroušeně chlupaté, v dolní části poněkud smáčknuté a v horní nafouklé. Jazýček je nahrazen věnečkem drobných chloupků, ouška nejsou vyvinutá. Lodyha je schopna od báze vytvořit až 20 odnoží. Pro počáteční listy je typická stočená listová vernace.
Přímá nebo převislá, hustě rozvětvená lata, 5 až 10 cm dlouhá, je tvořena hroznovitě uspořádanými lichoklasy, které často bývají přetrhované. Jednokvěté klásky, asi 3 mm dlouhé, mají kratičkou stopku, jsou barvy světle zelené s fialovým nádechem a na bázi mají několik štětinek. Lata se může skládat z 200 až 2000 klásků (průměr v ČR bývá 1500), při růstu za optimálních podmínek (např. v rýžovištích) může na jedné rostlině vyrůst klásků i několik desítek tisíc. Rostliny kvetou od června do podzimu a stejně tak postupně i dozrávají.
Plodem je asi 2 mm dlouhá a 1,5 mm široká, lesklá, žlutá pluchatá obilka, která je na svrchní straně vypouklá a na spodní zploštělá. Obilka je obalena ve třech nestejně velkých, žebernatých, matných a drsných plevách, dvě z nich jsou ukončeny hrotem a třetí má na konci osinu dlouhou 25 až 50 mm. Existují i tzv. bezosinné formy, ty mají osiny dlouhé jen 5 až 10 mm. V jednom gramu je obsaženo něco málo přes 500 obilek.
Mohutnost rostliny je ovlivňován i délkou fotoperiody. Při krátkém dni vytváří ježatka kuří noha nízké rostliny s mnoha odnožemi, na kterých se vytvářejí drobné laty, při dlouhém dni vyrůstají vysoké a silně větvené rostliny s mohutnými květenstvími.

## Rozmnožování
Ježatka kuří noha se rozmnožuje výhradně semeny – obilkami. Ty po uzrání většinou vypadají na půdu a jelikož jsou dormantní, obvykle ve středoevropských podmínkách téhož roku ještě nevyklíčí. Délka dormance silně závisí na podmínkách, ve kterých mateřská rostlina rostla, například v tropickém pásmu jsou obilky schopny klíčit ihned po dozrání.
Po přezimování v půdě vzcházejí nové rostlinky poměrně pozdě, až s nástupem vyšších teplot; v ČR obvykle začíná klíčení v průběhu dubna a vrcholí koncem května. Optimální teplota je okolo 20 až 25 °C a rychlost klíčení podporuje kolísání teploty. Vzcházejí v půdě z hloubky až 12 cm, a to i při momentálním zaplavení vodou; při klíčení požadují velkou půdní vlhkost. Uložené v suchu si podržují klíčivost osm roků, v půdě přežijí nejvýše šest let. Obilky jsou rozšiřovány nečistým osivem, balíčkovanou sadbou nebo jsou odplavovány dešťovou vodou. Jsou většinou životaschopné i po projití zažívacím traktem zvířat a často se šíří po polích nevyzrálým statkovým hnojivem, rostliny jsou výborným krmivem a bývají často spásány dobytkem.

## Význam
Rostliny jsou považovány za velice nebezpečný plevel hlavně u širokořádkových plodin, jako jsou okopaniny, zelenina nebo kukuřice. Protože ježatka kuří noha je silně vlhkomilná, dokáže v mokrém roce pole silně zaplevelit, naopak v suchém roce se téměř nevyskytuje. Velmi škodí na rýžovištích, kde má optimální podmínky k růstu: vláhu, teplo a dostatek živin.
Pro její potlačení na polích je důležité střídat plodiny, omezit pěstování okopanin a zvýšit podíl ozimů a víceletých pícnin, které ježatku při jarním vzcházení potlačí sníženou dostupností světla. Ježatka kuří noha patří k několika málo druhům, jejichž některé populace si vytvořily odolnost vůči běžně používaným herbicidům.

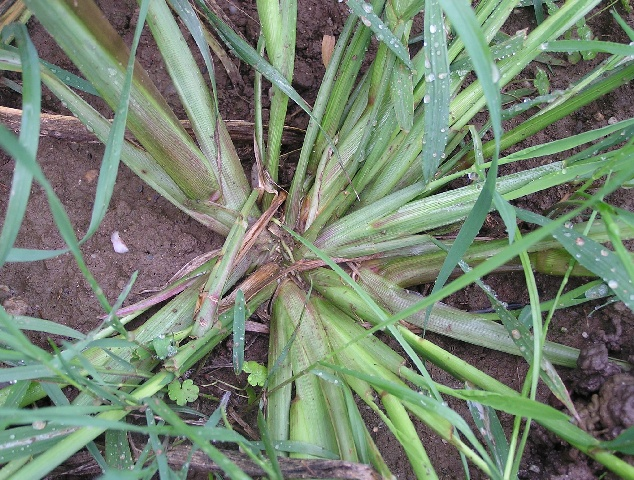
Odnožující poléhavá stébla
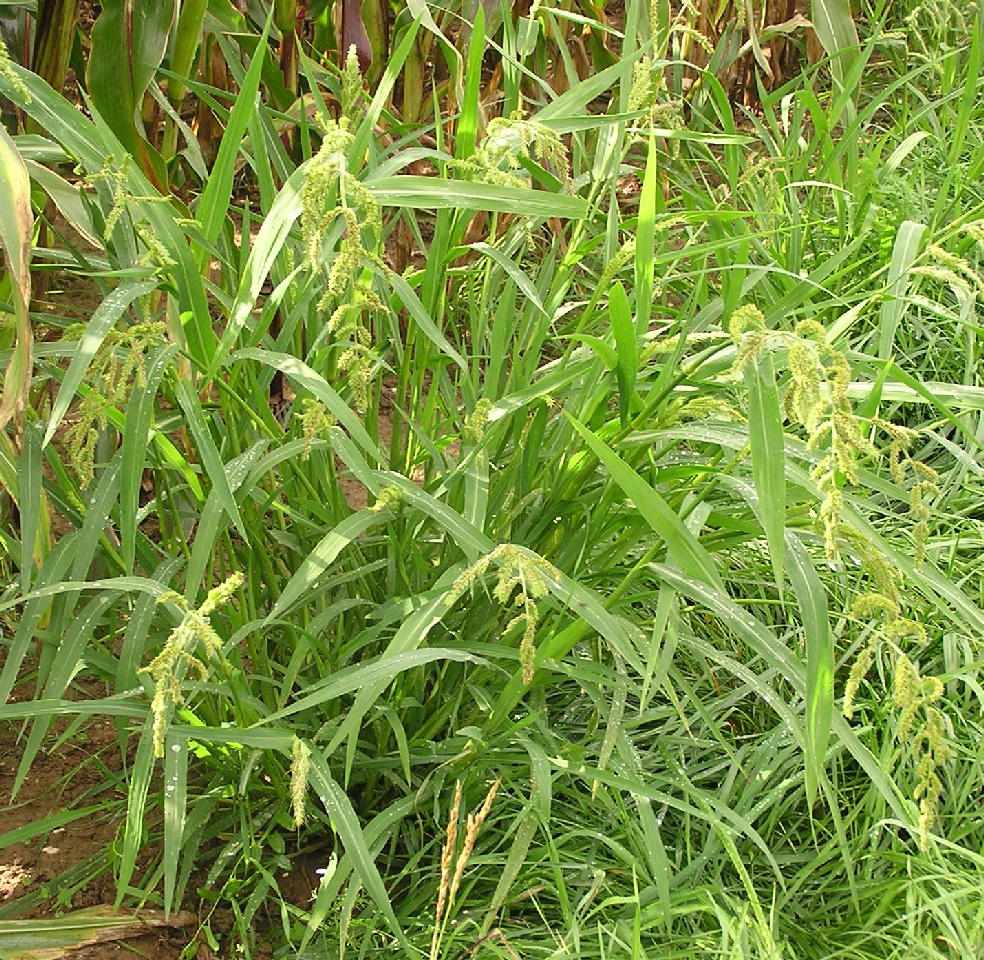
Porost ježatky kuří nohy
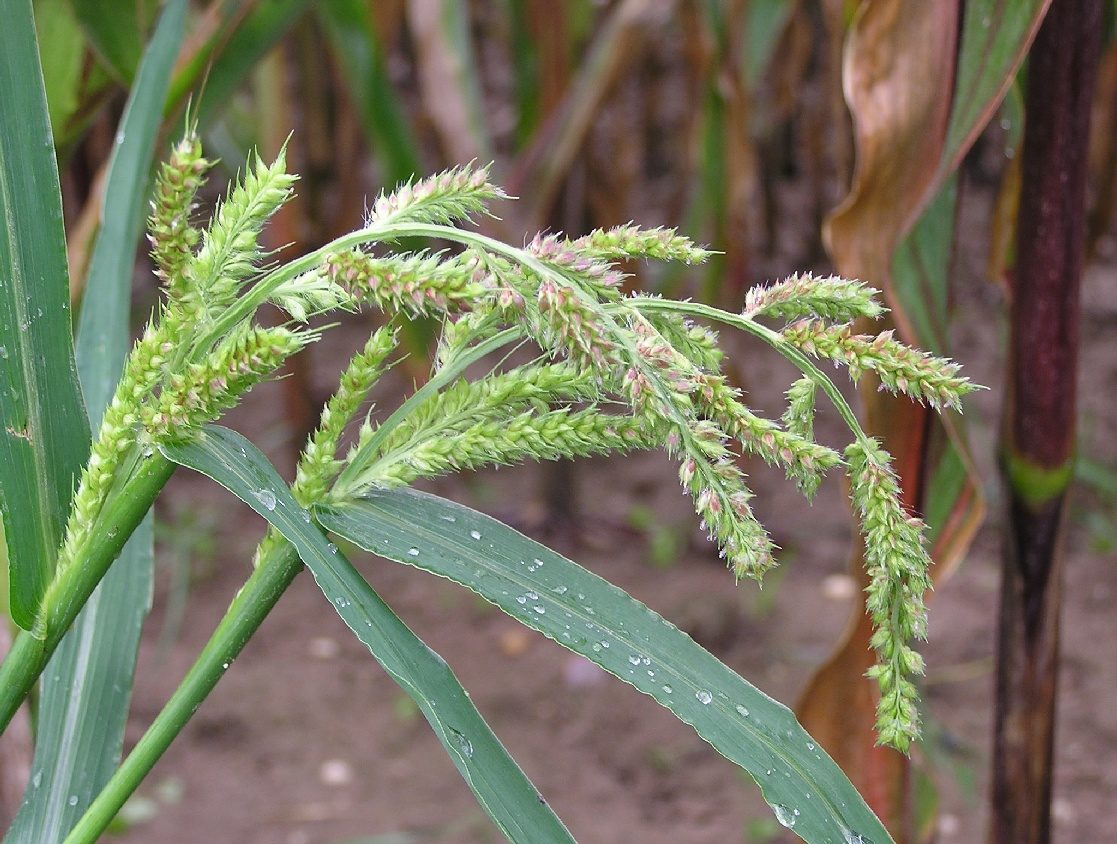
Převislá květenství
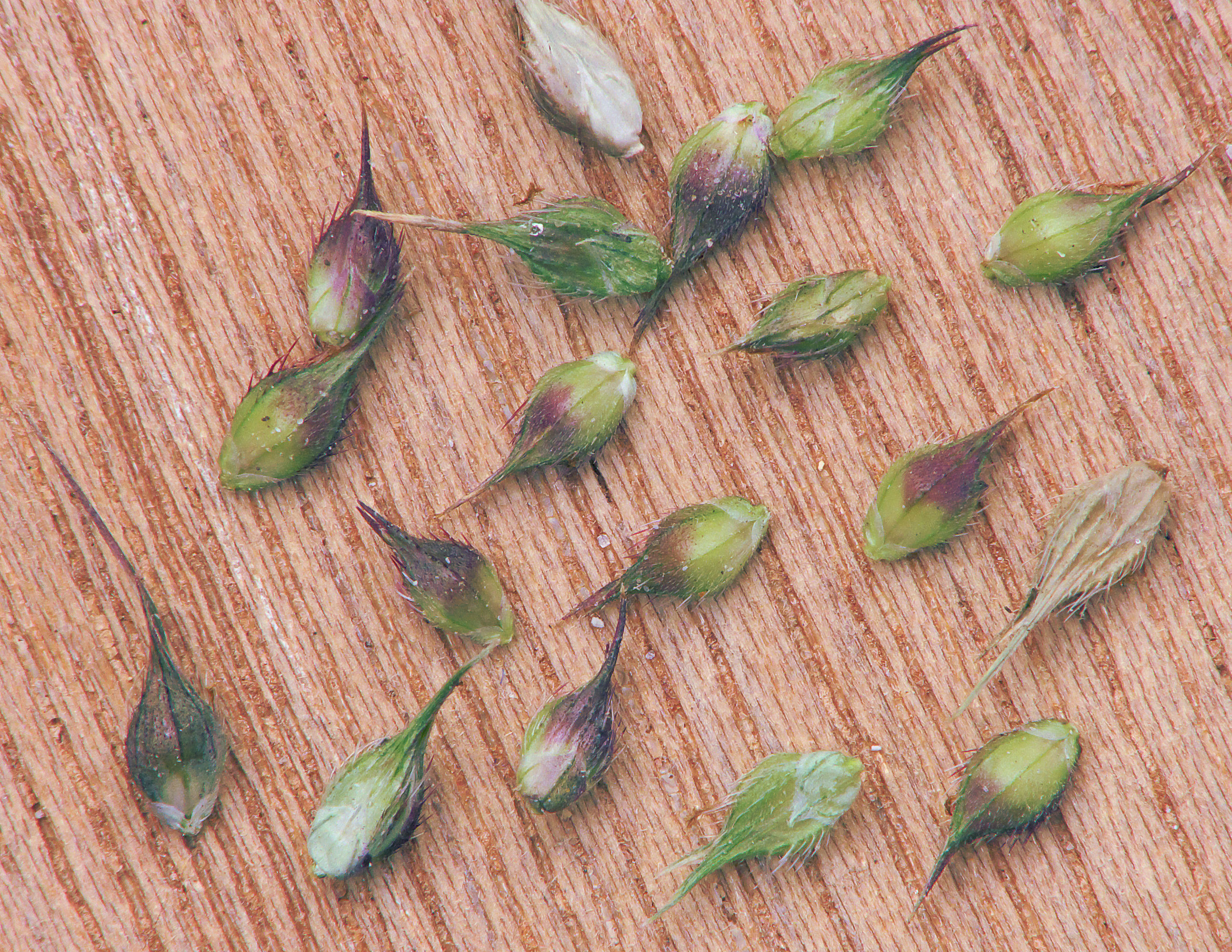
Pluchaté obilky